# دومينيك ماتيو
دومينيك ماتيو (بالإنجليزية: Dominic Matteo)‏ (28 أبريل 1974 في المملكة المتحدة - ) هو لاعب كرة قدم بريطاني في مركز الدفاع. شارك مع منتخب إنجلترا تحت 21 سنة لكرة القدم ومنتخب إنجلترا لكرة القدم الرديف ومنتخب اسكتلندا لكرة القدم. أما مع النوادي، فقد لعب مع بلاكبيرن روفرز وستوك سيتي وليدز يونايتد ونادي سندرلاند ونادي ليفربول.

## مسيرته الكروية
لعب دومينيك ماتيو خلال مسيرته الاحترافية مع 5 أندية في سبعة عشر موسمًا وسجل خلالها 4 أهداف ضمن 300 مباراة. ولم يفز بأي موسم بالكأس أو بالدوري.
خاض دومينيك ماتيو مسيرته مع نادي ليفربول في موسم 1993–94 في المرة الأولى ولمدة موسمين ثم في موسم 1995–96 ليلعب معه خمسة مواسم، مشاركًا طوالها في 127 مباراة سجل خلالها هدفًا واحدًا. ثم انتقل إلى نادي سندرلاند في موسم 1994–95 لمدة موسم واحد، حيث شارك في مباراة ولم يسجل أي هدف. لينتقل بعدها إلى نادي ليدز يونايتد في موسم 2000–01 ليلعب معه أربعة مواسم، مشاركًا في 115 مباراة سجل خلالها هدفين. ثم انتقل إلى نادي بلاكبيرن روفرز في موسم 2004–05 ولمدة موسمين، مشاركًا في 34 مباراة ولم يسجل أي هدف. هذا وانتقل لاحقًا إلى نادي ستوك سيتي في موسم 2006–07 واستمر معه طيلة ثلاثة مواسم، مشاركًا في 23 مباراة سجل خلالها هدفًا واحدًا.

## وصلات خارجية
- دومينيك ماتيو على موقع الاتحاد الأوربي (الإنجليزية)
- دومينيك ماتيو على موقع قاعدة بيانات كرة القدم.إي يو (الإنجليزية)
- دومينيك ماتيو على موقع ناشيونال فوتبول تيمز (الإنجليزية)
- دومينيك ماتيو على موقع Soccerbase.com (لاعب) (الإنجليزية)
- دومينيك ماتيو على موقع عالم كرة القدم.نت (الإنجليزية)